# Lindt (water)
De Lindt is een 1,5 km lang kanaal in de provincie Groningen, gelegen ten zuidoosten van het dorp Aduard, tussen het dorp en het plaatsje Nieuwklap. Het mondt uit in het Aduarderdiep.
Het kanaal is aangelegd als vaarverbinding (haven) met de abdij van Aduard. De belangrijkste functie was het aanvoeren van schoon water naar het klooster vanuit het Peizerdiep (nu Aduarderdiep). Via een inlaatsluis, opgegraven door Prof. Albert Egges van Giffen, werd de waterstand in de kloostergracht geregeld. Tevens werd het water door de gemetselde riolen door het klooster gevoerd en werd het afvalwater teruggevoerd naar het Peizerdiep aan de noordzijde van het kloostercomplex. Het verval was circa 80 centimeter. Grotere schepen meerden daar af en konden via het door de monniken gegraven Aduarderdiep hun zeevaart bedrijven.
Het water is tegenwoordig nauwelijks van belang voor de afwatering. Deze belangrijkste functie heeft het verloren na de aanleg van het Van Starkenborghkanaal. Tegenwoordig watert alleen de Langeweerstertocht bij de voormalige Vossentil af op het kanaal. Oorspronkelijk begon het kanaal bij de Hofstraat, aan de zuidzijde van de nu gedempte haven. Daar mondde ook de Hamstertocht uit (een tocht, hoofdwatergang, genoemd naar Den Ham), die het water van de Alberdapolder en de polder Zuiderham afvoerde. Het gedeelte van het water binnen de bebouwde kom is in de loop van de tijd gedempt. De erlangs liggende straat heeft als naam De Lindt.
Over het kanaal ligt bij de uitmonding de brug (een til) met de naam Tjapketil. Sinds 2018 ligt ten westen hiervan een nieuwe brug in de omgelegde N983.

## Naam
De naam van het water zou kunnen verwijzen naar de vorm van het gebied dat er op afwatert: een smal en lang gebied, vergelijkbaar met een lint. Gelet op de geringe breedte van het stroomgebied (met name de Alberdapolder) is dit een aannemelijke verklaring.
Een tweede mogelijke verklaring is dat het langzaam, zachtjes stromend zou betekenen, afgeleid van het Latijnse lentus.